# 龍眼村
23°34′58.9″N 120°37′37.8″E / 23.583028°N 120.627167°E

龍眼村在嘉義縣梅山鄉的位置。

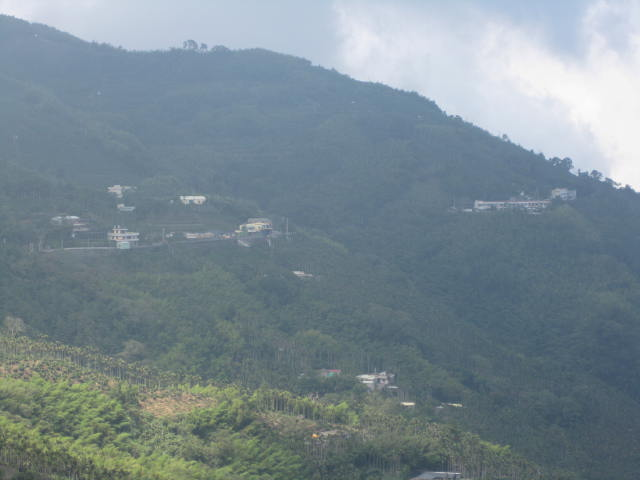
群山環繞的龍眼林，圖右建築物是龍眼國小。

龍眼村，臺灣村落，位在嘉義縣梅山鄉，北鄰雲林縣交界，西倚大尖山稜脈，南為碧湖風景區，東隔清水溪與雲林縣劃界。龍眼村自清咸豐開村以來，「龍眼」此名一直根留至今，卻非以龍眼為主要經濟作物，全村介於海拔700～1300公尺間，多數地區海拔落在800~1000公尺。除冬季外，其餘季節皆潮濕多雨，適合種茶，故龍眼村民於1977年，富以栽種青心烏龍茶為主要經濟作物。

## 歷史
起初入墾人士是來自梅仔坑、竹頭崎，眼見滿山甚多的山龍眼樹，故名「龍眼林」，漸久，大多紛紛往龍眼林的山下發展，交通已不經龍眼林，並在現今的店仔發展出數家雜貨店，以應付往來梅仔坑的商旅，原稱龍眼林也就被誤稱龍眼林尾。龍眼村的開發是始於清咸豐年間，由於山下的梅仔坑一帶，已進駐許多漢人開墾，因此也有一說是在清道光年間，便有人往梅仔坑深山移動發展，現今透過龍興宮可知，該廟建於清咸豐四年（1854年），便不難知道開村歷史。1999年發生921大地震，龍眼村受困共有657人，在竹仔岑有兩棟房屋倒塌。2005年3月5日深夜，全台降雪，雪線低於海拔1200公尺龍眼村也下雪。

## 地理
龍眼村位居大尖山稜脈之東，是北港溪與清水溪分水嶺，故全村地勢呈西高東低，境內山溪皆屬清水溪流域。龍眼村的地勢落差甚大，自大尖山海拔1304公尺，往清水溪方向陡降，至鹿寮坪海拔大約是725公尺，此地是龍眼村海拔最低的聚落，突顯出龍眼村的山坡地甚為陡峭，坡度大多超過40%（相當於斜面呈22度角），因此水土保持工作十分重要。龍眼村之東有條石古坪斷層，緊鄰清水溪谷，呈北北東向南延伸至碧湖村。全村地質呈現東西兩部：東境屬中新世三峽群；西境屬上新世錦水頁岩。

## 經濟
龍眼村自開村以來至今是務農為業，在未種茶前，原本山坡地全是杉林、竹林，因此村民是以竹、金針等作物為主要經濟。1976年，龍眼社區理事長有感於鹿谷鄉鄉民因種茶對經濟有很大幫助，生活較於龍眼村民佳，1977年便透過農林廳、嘉義縣政府農業局，選在龍眼、碧湖兩村約10公頃栽種面積做為示範茶園，自新竹引入青心烏龍試種，但在缺乏技術及經驗下，茶苗紛紛死亡，有鑑於此，由茶業改良場指導員率村民至鹿谷、名間觀摩學習，翌年便有所起色，從1980年栽種面積開始暴增，至1990年已突破800公頃，此期間不僅人口回流，生活改善，經濟型態有大幅改變，這現象連帶影響其它村民種茶意願，最後形成梅山鄉整個深山地區全是盛產青心烏龍茶
。

## 交通
龍眼村交通全仰賴鄉道與產業道路，村內兩條鄉道呈一上一下的位置，嘉151鄉道自北之縣界，向南分歧另一支線嘉151-1鄉道，便此開始呈一上一下的路線橫亙山腹。嘉151鄉道行經竹仔岑、店仔、龍眼國小、井仔頂及坑仔底等聚落，經過芳埔嶺，高度便開始下降，通往太平村，銜接縣道162甲線止。嘉151-1鄉道位居嘉151鄉道之下方，行經竹仔腳、金鳳寮兩聚落，之後繼續往南通往碧湖村，銜接縣道162甲線止。這兩條鄉道是梅山鄉通往古坑鄉主要道路，村內其餘聚落是散布在產業道路。

## 釋
1. ↑  「梅仔坑」即今玉虛宮一帶（梅山市區），行政區劃分梅東、梅北、梅南三村，早於龍眼村開發約140年。
「竹頭崎」即今竹崎鄉，乃1920年為配合全台行政區域調整，進行「地名雅化」政策，此一更名後，沿用至今。
2. ↑  「山龍眼」是臺灣山龍眼的俗名，分布在全台中低海拔山區，與龍眼是不同科、不同屬。
3. ↑  龍興宮並非梅山鄉最早建廟，玉虛宮建於清乾隆二十二年（1757年）為最早，位於梅山國小附近。
4. ↑  當年雪線降至海拔500公尺的鹿谷，仍可見雪。
5. ↑  石古坪是梅山鄉太興村東南境一處地名，鄰近交力坪。
6. ↑  深山地區是梅山鄉三個地形區之一，全區位在梅山鄉東部，囊括龍眼、太平、太興、碧湖、瑞里、瑞峰與太和等七村。
7. ↑  進出龍眼村交通：北由雲林縣古坑鄉十字關；南由嘉義縣梅山鄉兩地駛入：太平村太平國小附近、碧湖村碧湖崗哨公車站牌。
梅山鄉另一通往古坑鄉的交通要道即縣道149甲線，全線行經太和村，得仰賴縣道162甲線前往太和村，方可聯絡縣道149甲線。
8. ↑  鄉道即地區道路，是聯絡村里或鄉鎮間道路，參見公路總局網站。
9. ↑  「嘉151鄉道」、「嘉151-1鄉道」乃依交通部於1978年頒定公路編號，經1992年修訂，鄉道採縣名略稱置於首，數字則置後。

## 外部連結
- . 梅山鄉公所全球資訊網. 梅山鄉公所.   [2010-03-09]. （原始内容存档于2009-01-13） （中文（臺灣））.
- . 古坑鄉公所全球資訊網. 古坑鄉公所.   [2010-03-10] （中文（臺灣））.[]
- （中文）龍眼村龍眼社區發展總體營造